# Ciclismo en ruta femenino en los Juegos Suramericanos de 2014
La prueba de Ruta Femenino de ciclismo en Santiago 2014 se llevó a cabo el 16 de marzo de 2014 en las calles de Santiago. Participaron en la prueba 30 ciclistas.

## Resultados
| Rank              | Nacionalidad | Triatleta            | Tiempo Total | Diferencia |
| ----------------- | ------------ | -------------------- | ------------ | ---------- |
| Medalla de oro    | Chile        | Paola Muñoz          | 02:01:57     |            |
| Medalla de plata  | Venezuela    | Jennifer Cesar       | 02:01:57     | +0:00:00   |
| Medalla de bronce | Colombia     | Diana Peñuela        | 02:01:57     | +0:00:00   |
| 4                 | Colombia     | Jessica Parra        | 02:01:57     | +0:00:00   |
| 5                 | Colombia     | Yeny Colmenares      | 02:01:57     | +0:00:00   |
| 6                 | Brasil       | Janilda Fernandes    | 02:01:57     | +0:00:00   |
| 7                 | Brasil       | Clemilda Fernandes   | 02:01:57     | +0:00:00   |
| 8                 | Chile        | Denísse Ahumada      | 02:01:57     | +0:00:00   |
| 9                 | Venezuela    | Angie González       | 02:01:57     | +0:00:00   |
| 10                | Brasil       | Marcia Fernandes     | 02:01:57     | +0:00:00   |
| 11                | Venezuela    | Lilibeth Chacón      | 02:01:57     | +0:00:00   |
| 12                | Colombia     | Lorena Vargas        | 02:01:57     | +0:00:00   |
| 13                | Colombia     | María Luisa Calle    | 02:02:02     | +0:00:05   |
| 14                | Brasil       | Fernanda da Silva    | 02:02:08     | +0:00:11   |
| 15                | Chile        | Karla Vallejos       | 02:02:23     | +0:00:26   |
| 16                | Argentina    | Inés Gutiérrez       | 02:02:31     | +0:00:34   |
| 17                | Venezuela    | Wilmary Moreno       | 02:02:32     | +0:00:35   |
| 18                | Venezuela    | Zuralmy Rivas        | 02:02:35     | +0:00:38   |
| 19                | Chile        | Francisca Navarro    | 02:02:35     | +0:00:38   |
| 20                | Colombia     | Luz Tovar            | 02:02:35     | +0:00:38   |
| 21                | Chile        | Daniela Guajardo     | 02:02:35     | +0:00:38   |
| 22                | Argentina    | Julia Sánchez        | 02:02:35     | +0:00:38   |
| 23                | Chile        | Flor Palma           | 02:02:38     | +0:00:41   |
| 24                | Bolivia      | Valeria Escobar      | 02:02:41     | +0:00:44   |
| 25                | Paraguay     | Agua Marina Espínola | 02:02:58     | +0:01:01   |
| 26                | Argentina    | Cristina Greve       | 02:03:11     | +0:01:14   |
| 27                | Argentina    | Florencia Guzmán     | 02:03:34     | +0:01:37   |
|                   | Argentina    | Natasha Jaworski     | NT           |            |
|                   | Argentina    | Mariela Delgado      | NT           |            |
|                   | Venezuela    | Ludy Correa          | NT           |            |

NT: No termina